# 4216 Neunkirchen
4216 Neunkirchen је астероид главног астероидног појаса чија средња удаљеност од Сунца износи 2,357 астрономских јединица (АЈ).
Апсолутна магнитуда астероида је 14,3.